# Kalander

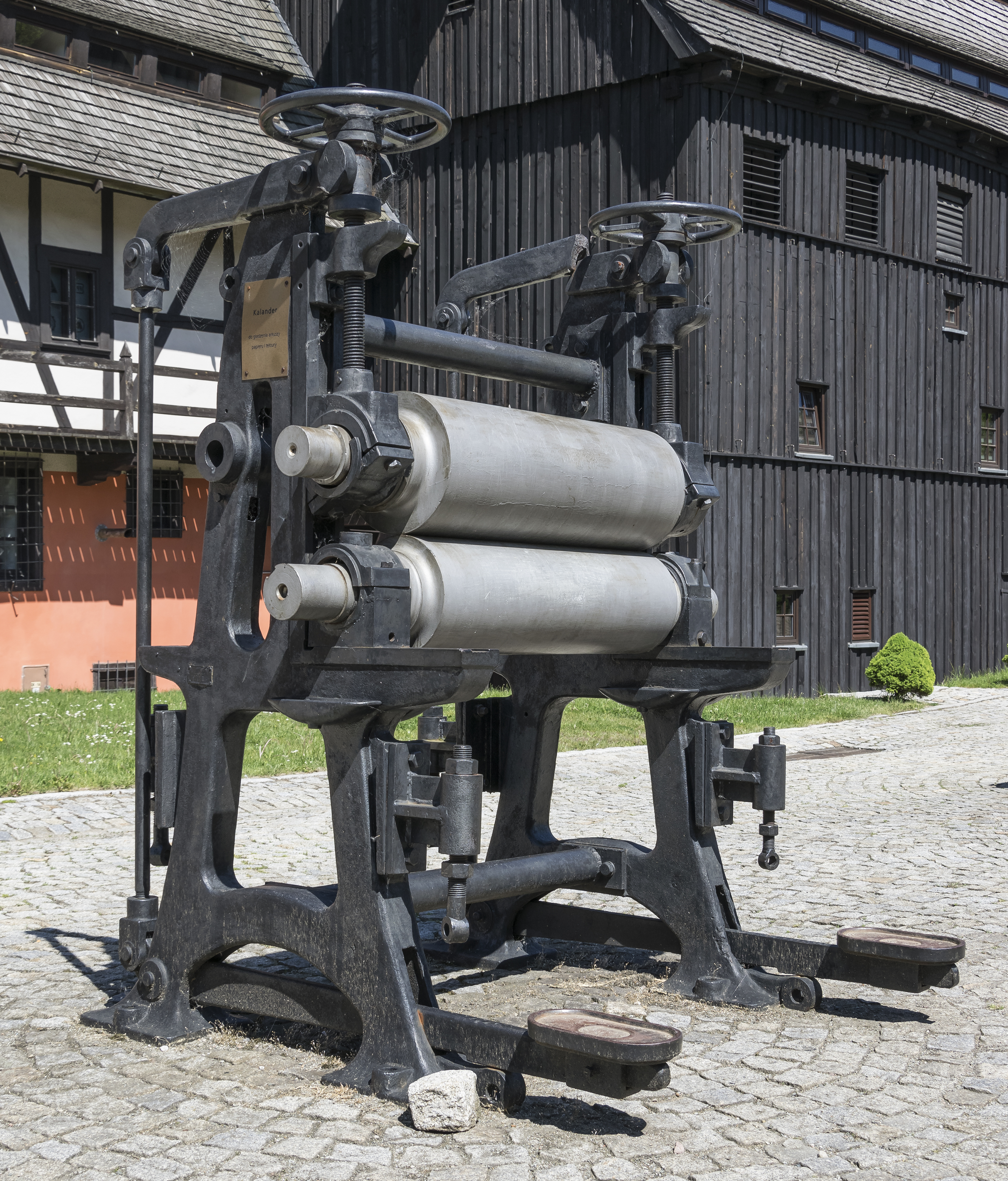
Kalander w Muzeum Papiernictwa w Dusznikach-Zdroju

Kalander (z gr., franc. calandre) – urządzenie o obrotowych walcach służące do nadawania połysku i wygładzania papieru, folii z tworzywa oraz tkanin lub też wytłaczania na nich wzorów.

## Historia
Kalander, jako ciężki magiel używany do tkanin i pasów jedwabnych, pojawił się we włókienniczych manufakturach europejskich w XVII wieku. Do Polski dotarł w następnym stuleciu. Poruszany był wówczas najczęściej ręcznie przy pomocy korby, choć stosowano również napęd mechaniczny z wykorzystaniem siły napędowej zwierząt pociągowych zaprzężonych w kieratach.
|  |  |  |

## W kulturze
- Powieść młodzieżowa Szukam pana Kalandra Wiktora Zawady